# Ruta Estatal de Nevada 290
La Ruta Estatal de Nevada 290, abreviada SR 290 (en inglés: Nevada State Route 290), es una carretera estatal estadounidense ubicada en el estado de Nevada. La carretera inicia en el Sur desde la  US 95     en Battle Mountain hacia el Norte en la Paradise Valley. La carretera tiene una longitud de 29 km (18.012 mi).

## Mantenimiento
Al igual que las autopistas interestatales, y las rutas federales y el resto de carreteras estatales, la Ruta Estatal de Nevada 290 es administrada y mantenida por el Departamento de Transporte de Nevada por sus siglas en inglés Nevada DOT.

## Cruces
La Ruta Estatal de Nevada 290 es atravesada principalmente por la .